# Lista de armas da Revolução Filipina
Esta é a lista de armas usadas durante a Revolução Filipina.

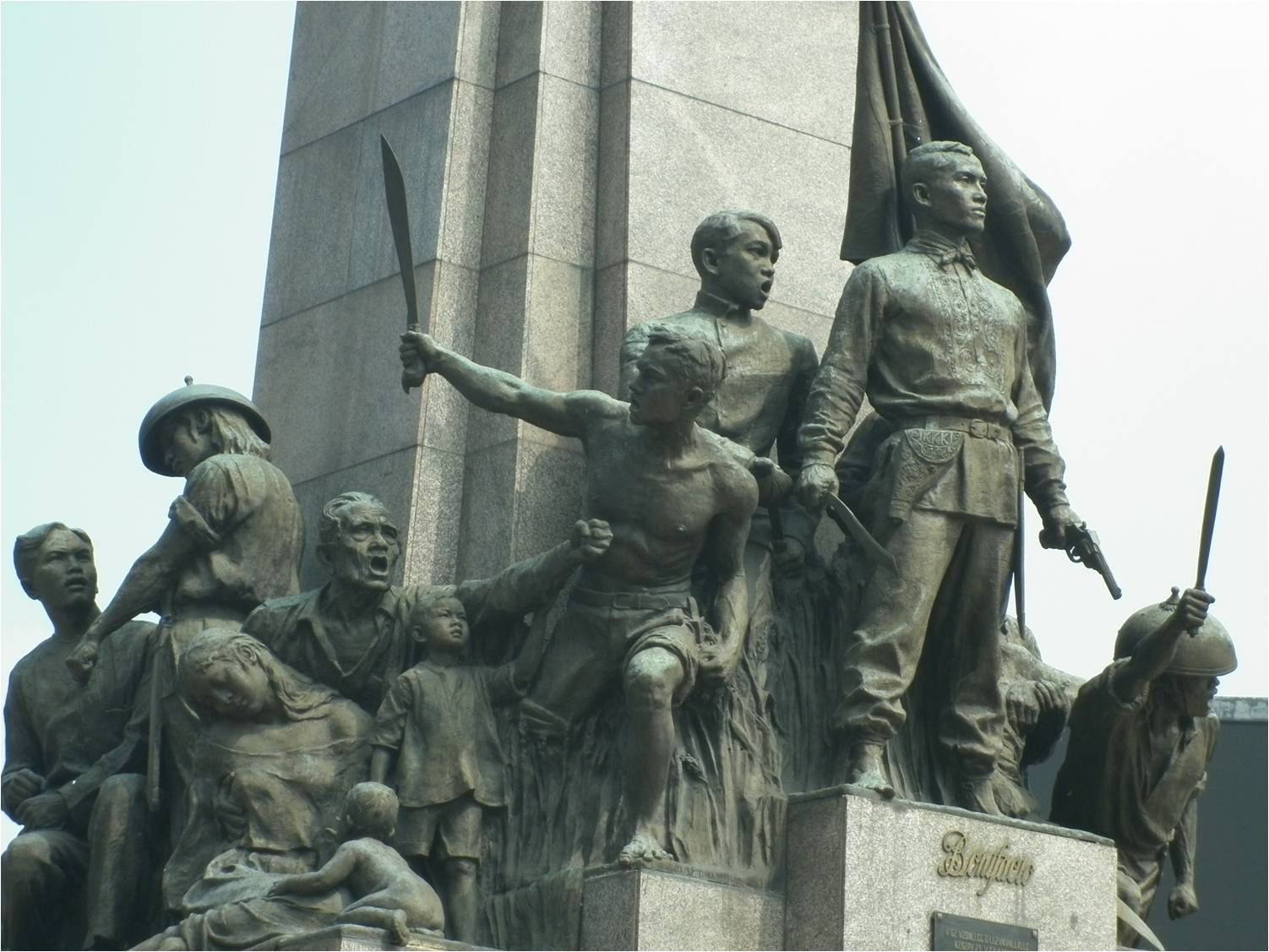
O Monumento Bonifácio, em Caloocan. Este momento representa o Katipunan e a Revolução Filipina

## Contexto

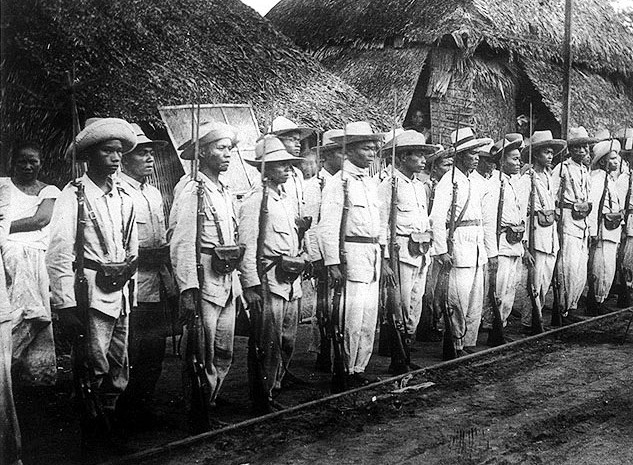
Soldados regulares do Exército Revolucionário das Filipinas em posição de sentido para uma inspeção.

A Revolução Filipina, também mencionada de "Guerra Tagalo" pelos espanhóis, foi uma revolução e conflito travado entre a Katipunan, e mais tarde o Exército Revolucionário Filipino, contra o governo colonial espanhol.
Os revoltosos usaram várias táticas e equipamentos para combaterem a ocupação. Entre as atividades, foram emitidas ordens abrangendo questões como a construção de trincheiras e fortificações, equipar todos os homens entre os 15 e os 50 anos com arcos e flechas, assim como facas "bolo" e goloks, (embora os oficiais utilizassem espadas europeias), incitar os soldados filipinos no exército colonial a desertar, recolher cartuchos vazios para reabastecimento, utilizar armas e munições capturadas, angariação de fundos, compra de armas e mantimentos no estrangeiro, unificação dos comandos militares e exortar os ricos a prestarem ajuda ao movimento.

## Lista de equipamentos

### Governo colonial espanhol
Estas são as armas utilizadas pela Guardia Civil e pelo Exército Espanhol.

#### Pistolas

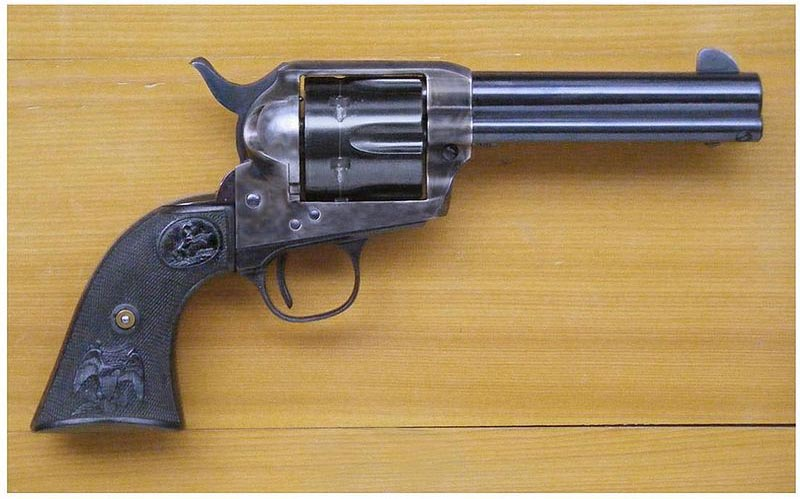
Revólveres foram usados por oficiais de ambos os lados.

- Revólver
- Mauser C96[4]
- Mauser Zig-Zag[5]

#### Rifles

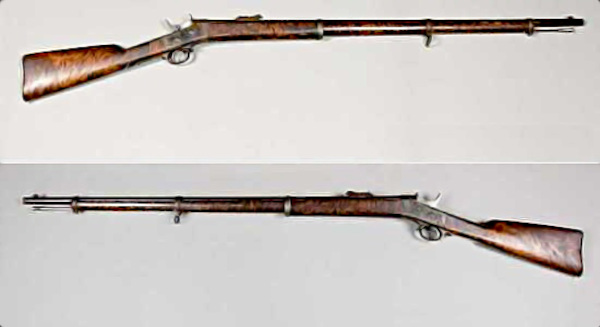
O Remington Rolling Block foi um dos primeiros rifles usados pelos filipinos e espanhóis durante a revolução.

- Espanhol M93 – rifle padrão, usado principalmente pela Guardia Civil[6]
- Rifle Remington Rolling Block – usado pela Guardia Civil[7]

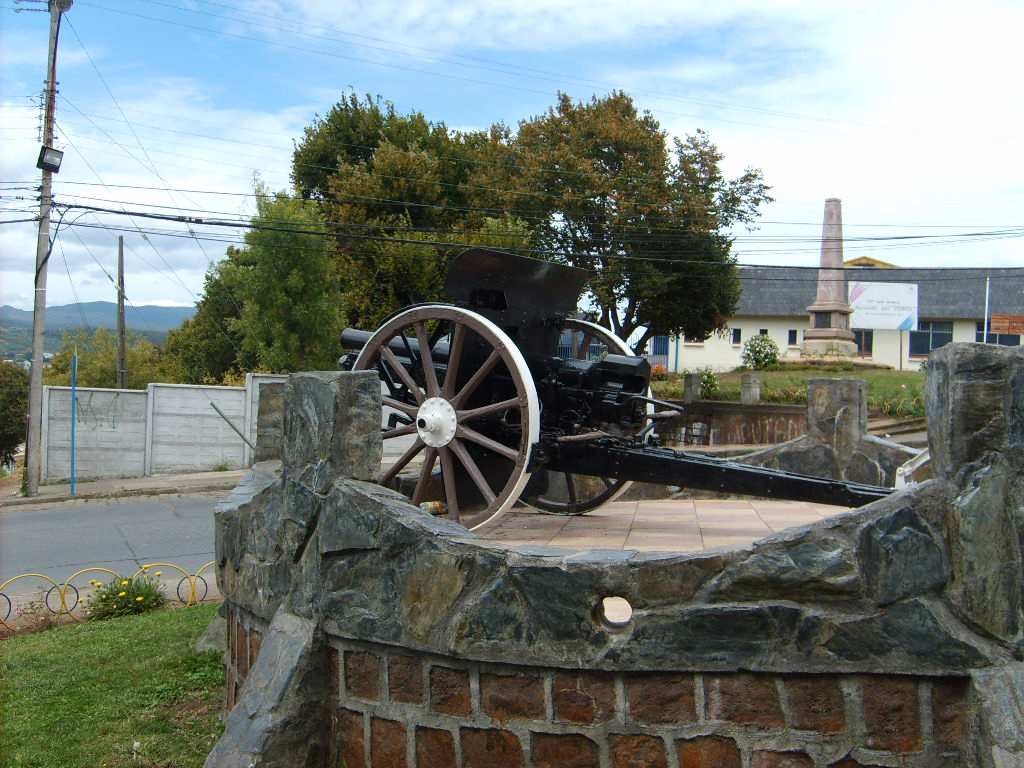
As artilharias Krupp eram usadas pelos regimentos de artilharia.
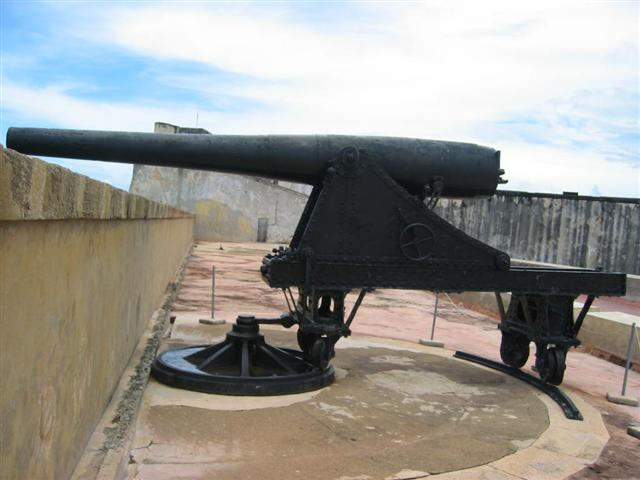
Uma Ordóñez usada pela guarda costeira

#### Metralhadoras
- Metralhadora Nordenfelt

#### Artilharia
- Canhão Krupp[8]
- Artilharia Ordóñez – guarda costeira espanhola

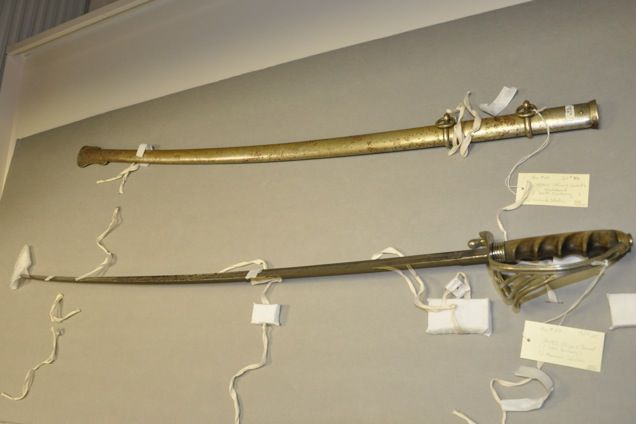
Sabres foram entregues e utilizados pelos oficiais do exército espanhol.

#### Outras armas
- Sabres – usados por oficiais no campo de batalha
- Baionetas

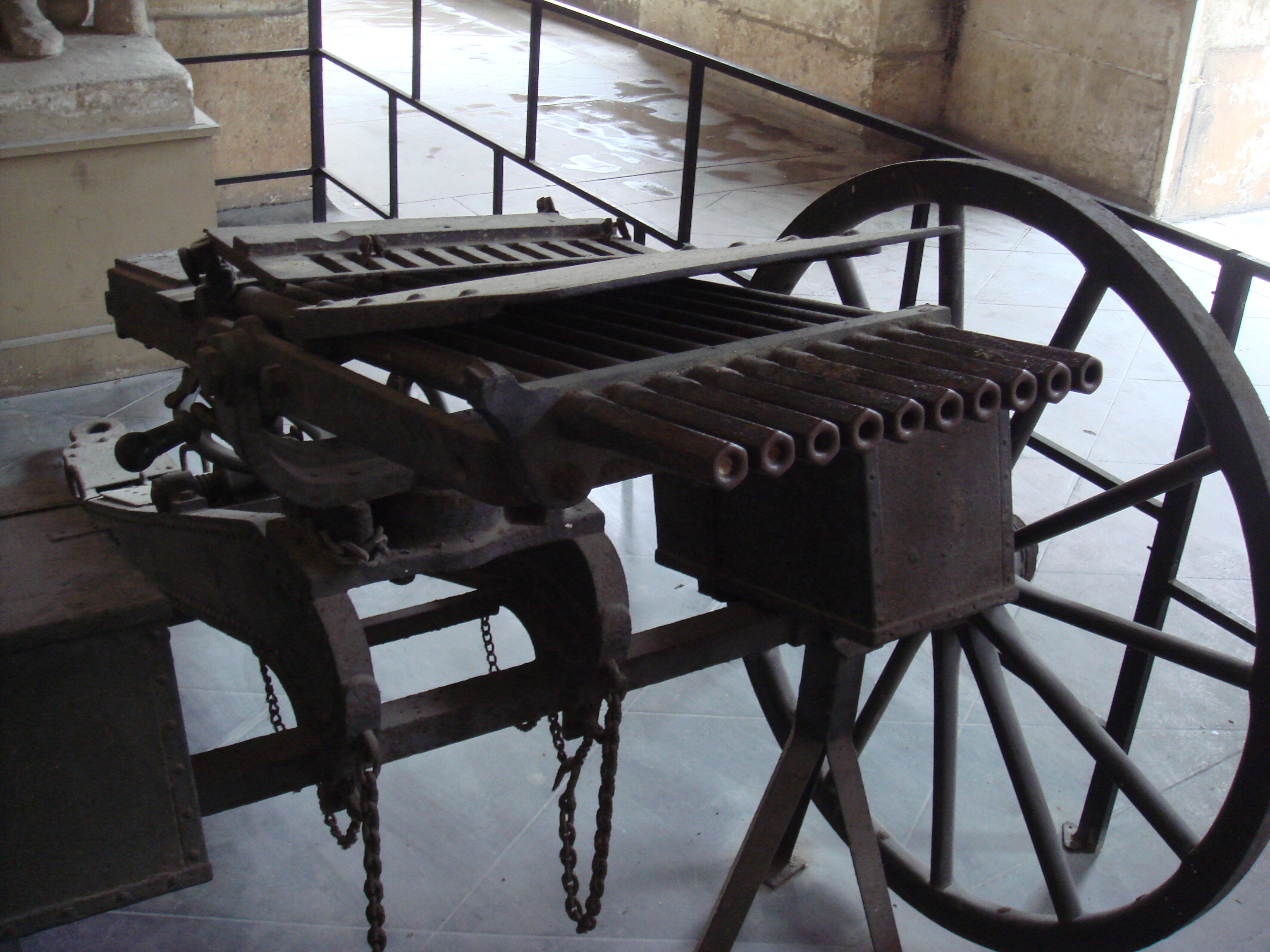
Uma metralhadora Nordenfelt, em exposição num museu.

### Revolucionários filipinos
Estas são as armas usadas pela Katipunan e pelo Exército Revolucionário Filipino nas várias categorias de soldados, e até mesmo pelos filipinos muçulmanos.

#### Pistolas
- Revólver[10]
- Mauser C96[4]

#### Rifles
- Mauser Modelo 1893 - Rifle padrão do Exército Republicano Filipino em 1899.[11]
- Remington Rolling Block - Rifle padrão do Exército Revolucionário Filipino em 1896-1898.
- Mosquetes - Usados nas batalhas iniciais, em 1896.[11]

#### Metralhadoras
- Metralhadoras Nordenfelt, capturados das forças espanholas

#### Artilharia
- Canhão Krupp[12]
- Artilharia Ordóñez[13]
- Lantakas – usadas por locais, especialmente em Mindanao.[14]

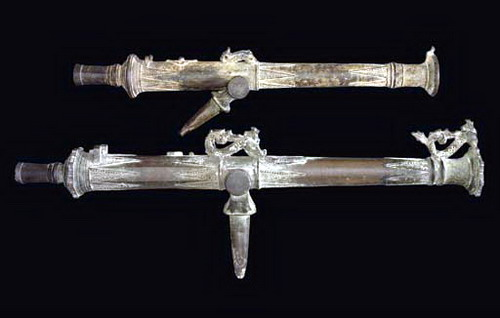
Dois tipos de Lantaka, um canhão de bronze usado pelos rebeldes

#### Outras armas

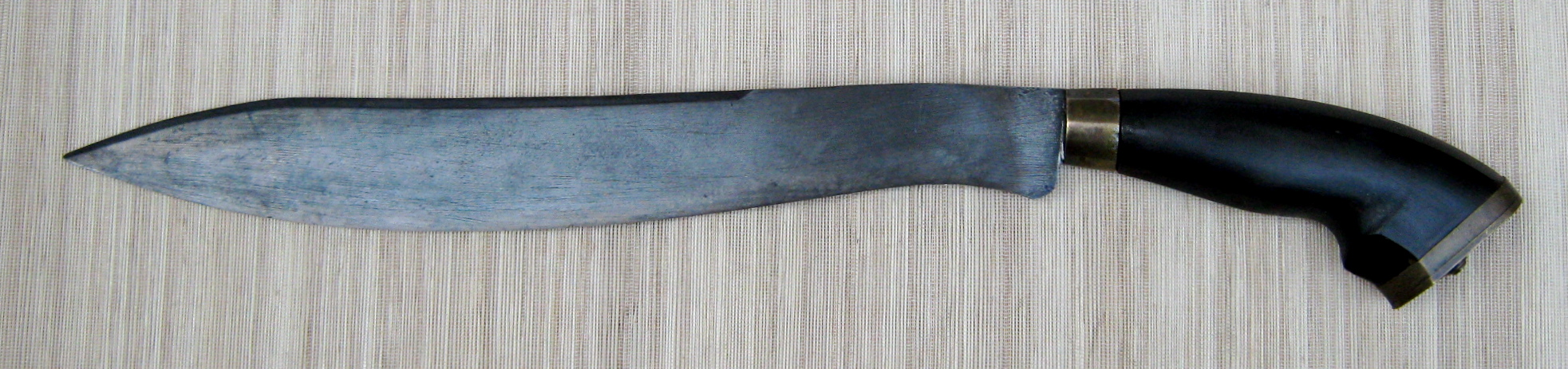
Uma faca "bolo"

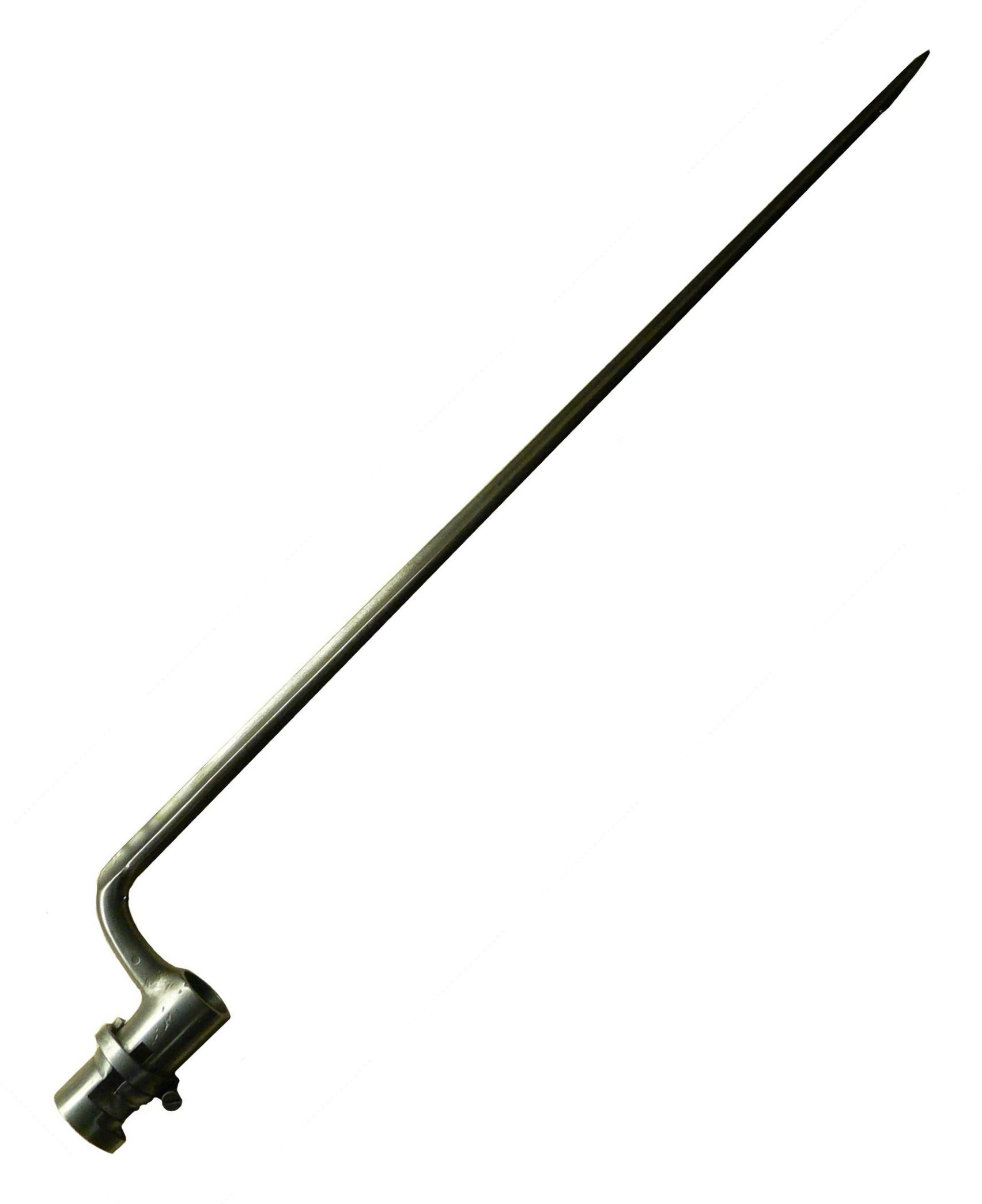
Baionetas de espigão foram usadas por ambos os lados durante a revolução, embora os filipinos só as tivessem através de capturadas dos espanhóis ou as adquiridas por meio de desertores do exército colonial

- Faca Bolo - arma portátil padrão das milícias Katipunero, também conhecida em tagalo como iták, em Cebuano como súndang, em Ilocano como bunéng e em Hiligaynon como binangon[15]
- Arcos
- Kalis – usado pelos Moro em Mindanao[16]
- Sibat
- Balisong
- Golok – uma espada primária para oficiais alistados
- Faca Barong
- Baioneta de espigão
- Dahong palay
- Campanário
- Parang - usado principalmente em Vissaias e Mindanao

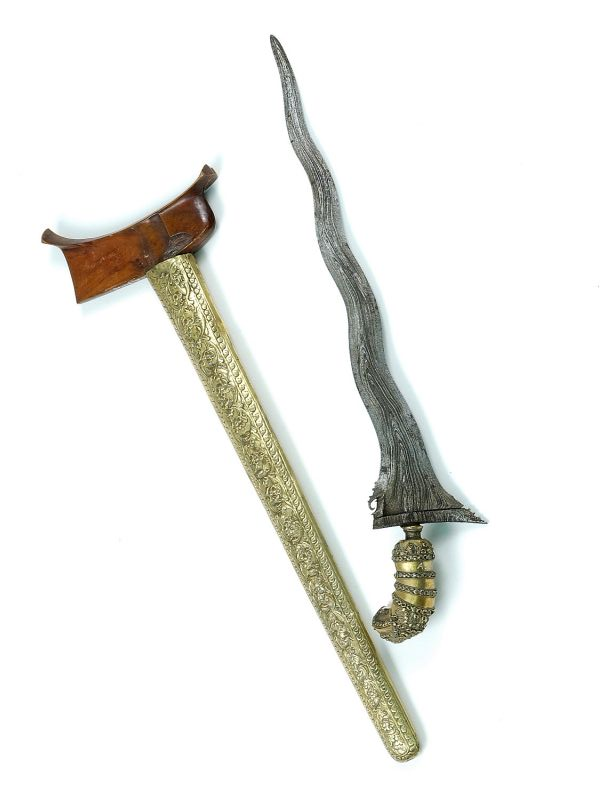
Kris e Kalis foram usados na revolução pelos Moros da região de Mindanao.
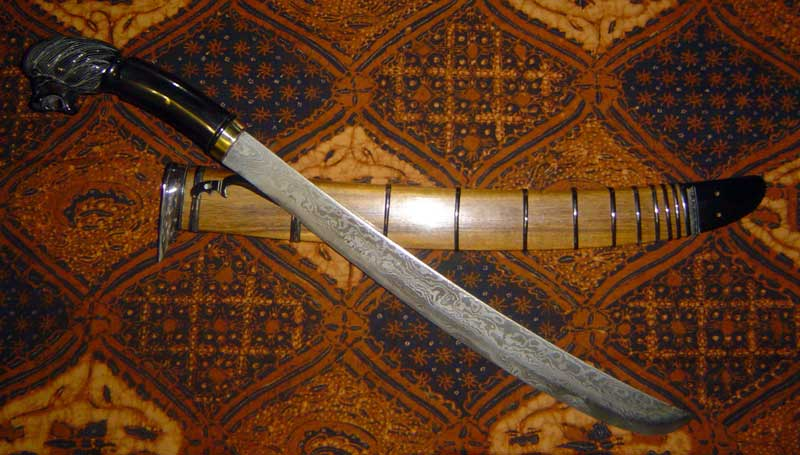
Uma Golok, utilizado como sabre primário por oficiais alistados do Exército Revolucionário.
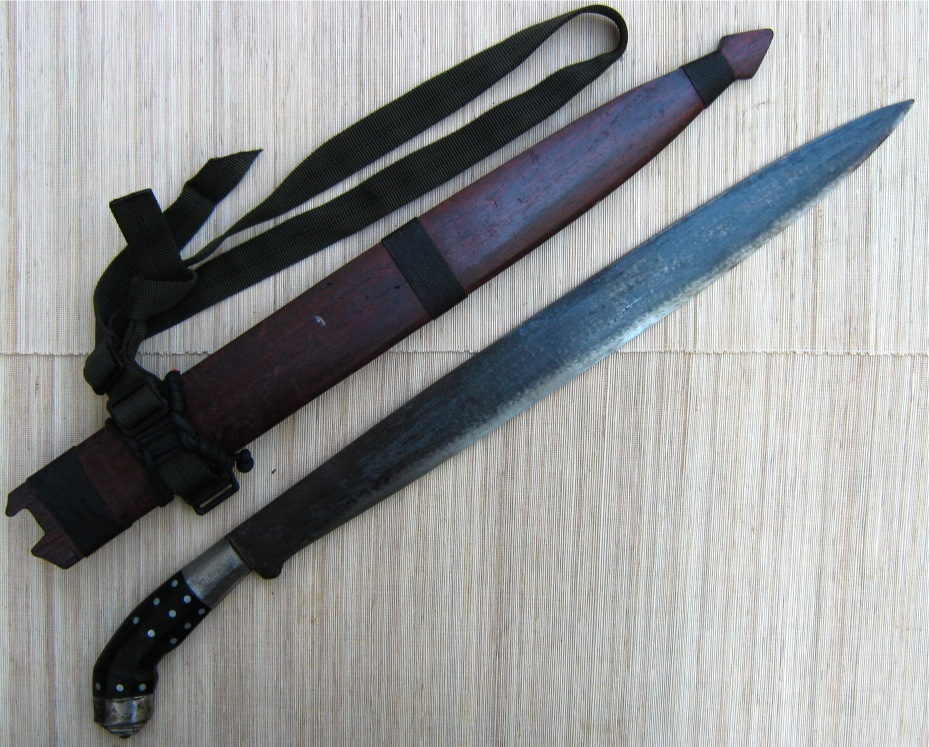
Uma Dahong Palay, usado pelas milícias locais
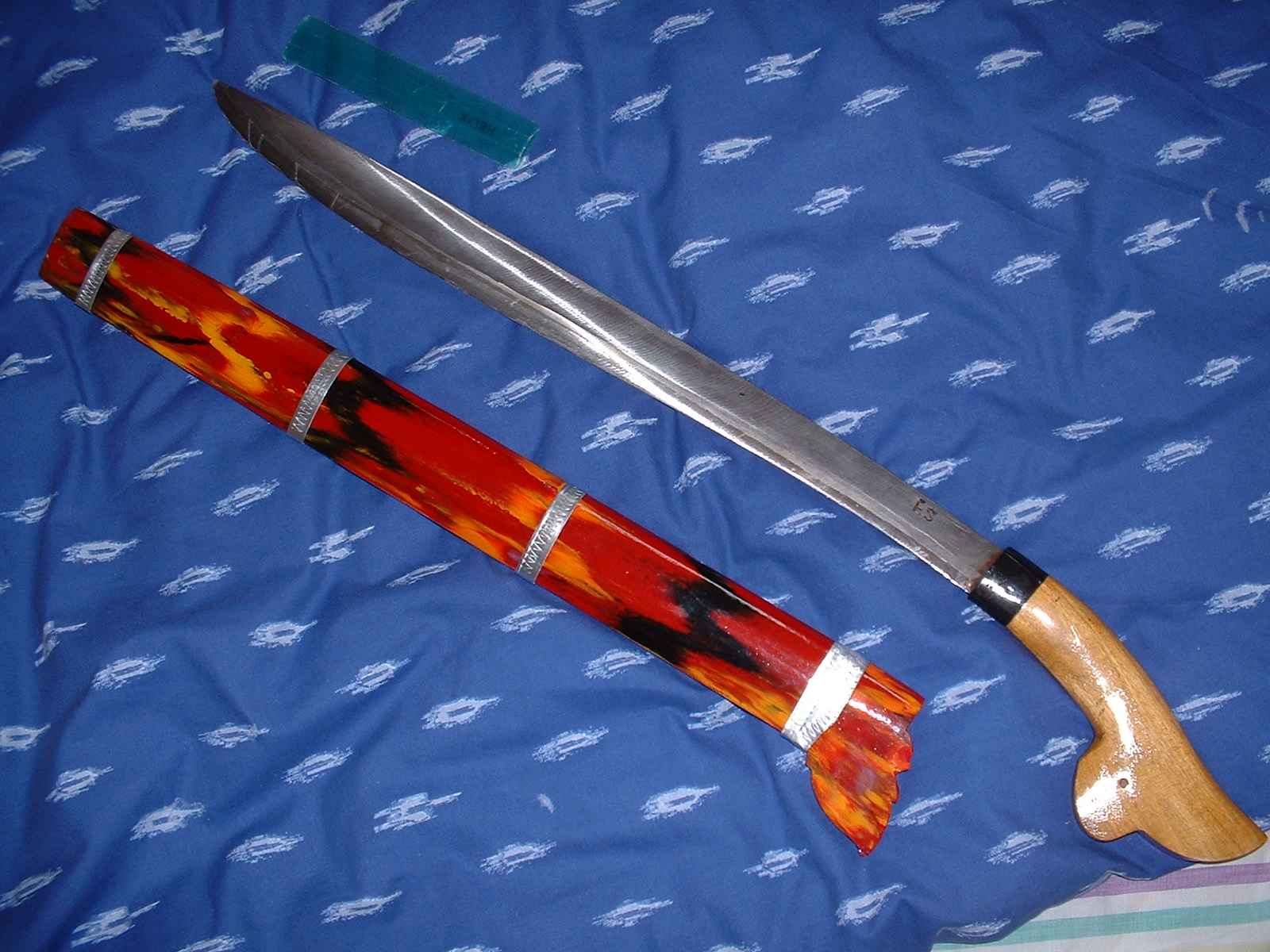
Uma faca "Parang"

## Outras informações
- A faca "Bolo" foi a principal arma usada pelos Katipunan durante a Revolução Filipina.[17] Também foi usado pelos guerrilheiros filipinos durante a Guerra Filipino-Americana.[18][19] Esta arma serve como um dos símbolos para a Katipunan e a Revolução Filipina, particularmente o Grito de Pugad Lawin. Vários monumentos de Andrés Bonifácio, assim como de outros notáveis Katipuneros, o retratam segurando uma faca "bolo" em uma mão e a bandeira Katipunan na outra.[20][21]
- As forças filipinas usavam ocasionalmente peças de artilharia improvisadas, feitas de canos de água reforçados com bambu ou madeira, que só podiam disparar uma ou duas vezes.[22]
- Durante a revolta de 1896 contra o domínio colonial espanhol, a Revolução Filipina de 1898 e a Guerra Hispano-Americana, os combatentes pela liberdade filipinos (especialmente os Katipunan) buscaram ajuda do governo japonês. O Katipunan enviou um delegado ao Imperador do Japão para solicitar fundos e armas militares em maio de 1896.[23] Embora o governo Meiji não estivesse disposto e não pudesse fornecer qualquer apoio oficial, os apoiantes japoneses da independência filipina no movimento pan-asiático angariaram fundos e enviaram armas no Nunobiki Maru, um navio privado, mas infelizmente o navio afundou antes de chegar à costa filipina.[24]

## Links externos
- Philippines Independence Armies: Insignia 1896 - 1902
- «Artemio Ricarte». Consultado em 28 de janeiro de 2012. Cópia arquivada em 9 de agosto de 2011